# 強首温泉郷
強首温泉郷（こわくびおんせんきょう）とは秋田県大仙市にある温泉郷である。

## 泉質
- ナトリウム - 塩化物泉
  - 湧出量 : 毎分300リットル

## 温泉郷
- 温泉郷は2つのエリアに分かれている。宿泊施設は両地区を合わせて強首ホテル、樅峰苑の2件が営業している。
- 最盛期は6件ほどの旅館が営業し、簡易郵便局設備もあった。

## 歴史
- 1964年（昭和39年）に帝国石油が天然ガスのボーリング調査をしているときに噴出したとされている。

## アクセス
- 車 : 秋田自動車道西仙北スマートインターチェンジ（ETC車専用）から車で約5分。
- 鉄道 : JR奥羽本線刈和野駅から車で約10分。